# اس‌ام یو-۳۷
اس‌ام یو-۳۷ (به انگلیسی: SM U-37) یک زیردریایی بود که طول آن ۶۴٫۷۰ متر (۲۱۲٫۳ فوت) بود. این زیردریایی در سال ۱۹۱۴ ساخته شد.